# Otto Gessler
Otto Karl Gessler (Ludwigsburg, 6 de febrero de 1875 - Lindenberg im Allgäu, 24 de marzo de 1955) fue un político alemán.

## Biografía
Gessler nació en Ludwigsburg en el Reino de Württemberg. Estudió derecho en Erlangen, Tübingen y Leipzig, recibiendo su doctorado en 1900. Posteriormente, Gessler se convirtió en alcalde de Regensburg y Nuremberg. Debido a su precaria condición de salud, no participó en la Primera Guerra Mundial.
Gessler se dedicó nuevamente a la política tras finalizar la guerra y en 1919 fue uno de los fundadores del Partido Democrático Alemán (DDP). Después del golpe de Kapp en marzo de 1920 asumió como Ministerio de Defensa, renunciando a sus funciones en enero de 1928. Entre 1925 y 1926 también fungió como Ministro del Interior. Entre 1928 y 1933 fue presidente de los cementerios de los caídos de guerra alemanes.
Después de la Machtergreifung en 1933, Gessler se retiró de la política. Fue arrestado el 22 de julio de 1944 por cargos de conspiración, debido a su presunta vinculación al atentado contra Adolf Hitler realizado dos días antes. Fue internado en el Campo de concentración de Ravensbrück, donde permaneció hasta el final de la Segunda Guerra Mundial.
Después de la Segunda Guerra Mundial, Gessler se convirtió en presidente de la Cruz Roja Alemana, desempeñándose como tal desde 1950 hasta 1952.
De 1950 a 1955, Gessler también fue miembro del Senado de Baviera. Recibió la Orden del Mérito de la República Federal de Alemania.